# Kompromat
Az orosz kultúrközegben a kompromat (oroszul: компромат), a "kompromittáló anyag" (компрометирующий материал) olyan ártó információ egy politikusról, üzletemberről vagy más közéleti személyiségről, amelyet negatív nyilvánosság megteremtésére, valamint zsarolásra, gyakran inkább befolyásolásra, mint pénzbeli haszonszerzésre, valamint kényszerítésre használhatnak fel. A kompromat beszerezhető különböző biztonsági szolgálatoktól, vagy hamisítható, majd egy PR-tisztviselő segítségével nyilvánosságra hozható. A kompromat széles körben elterjedt használata Oroszország és más posztszovjet államok politikájának egyik jellemző vonása volt.
Az oroszból átírt „kompromat” írásmóddal átírt kifejezést használják a leggyakrabban; a fogalom gyakran az orosz vagy a szovjet használathoz kapcsolódik, de használják általánosan zsarolásra használt kompromittáló anyagok esetén is.

## Etimológia
A kompromat kifejezés az orosz Sztálin-korszakbeli KGB-szlengből származik, ami a "kompromittáló anyag" (oroszul: компрометирующий материал) kifejezés rövidítése. Olyan ócsároló információkra utal, amelyek gyűjthetők, tárolhatók, lehet velük kereskedni vagy stratégiailag felhasználhatók minden területen: politikai, választási, jogi, szakmai, igazságügyi, média és üzleti területen. Az orosz kifejezés eredete az 1930-as évek titkosrendőrségi szakzsargonjáig nyúlik vissza.

## Technikák
A korai időkben a kompromat hamisított fényképeket, odarejtett kábítószereket, a KGB által felbérelt prostituáltakkal való kapcsolattartásról készült szemcsés videókat tartalmazott, és számos egyszerű befogási technikát. A kompromat mai formái a kiberbűnözés egyikeként jelennek meg. A kompromat egyik aspektusa ami miatt kiállja az idő próbáját, az az, hogy a kompromittáló információ gyakran szexuális jellegű. 

## Használat
A kompromat az oroszországi politikai kultúra része, az üzleti és politikai elit számos tagja gyűjtött és tárolt potenciálisan kompromittáló anyagokat politikai ellenfeleiről. A kompromat nem feltétlenül személyek vagy csoportok ellen irányul, hanem inkább olyan információkat gyűjt, amelyek később hasznosak lehetnek. A kompromittáló videókat gyakran jóval azelőtt készítik, hogy szükség lenne az emberek befolyásolására.
Az Egyesült Államokban az „ellenzéki kutatások” (opposition research) a neve annak, amikor politikai ellenfelekről kompromittáló anyagokat szereznek, hogy ezeket az nyilvánosságra hozhassák az ellenfelek gyengítése érdekében. Egyesek azt állítják, hogy a kompromat abban különbözik az ellenzéki kutatástól, hogy az ilyen információkat az emberek befolyásolására, felettük hatalom gyakorlására használják, nem pedig a választások egyszerű megnyerésére. Mindazonáltal az ellenzéki kutatások során feltárt kompromittáló anyagokat nem csak legális vagy etikus módon lehet felhasználni. Ugyanúgy felhasználható a nyugati vezetők befolyásolására, mint az oroszokéra.

## Fordítás
Ez a szócikk részben vagy egészben  a   Kompromat című angol Wikipédia-szócikk ezen változatának fordításán alapul.  Az eredeti cikk szerkesztőit annak laptörténete sorolja fel. Ez a jelzés csupán a megfogalmazás eredetét és a szerzői jogokat jelzi, nem szolgál a cikkben szereplő információk forrásmegjelöléseként.